# Pascoepus viridipennis
Pascoepus viridipennis är en insektsart som beskrevs av Webb 1983. Pascoepus viridipennis ingår i släktet Pascoepus och familjen dvärgstritar. Inga underarter finns listade i Catalogue of Life.